# سرقاط كبير
سُرقاط كبير (الاسم العلمي: Suricata major)، نوع منقرض من السرقاط من العصر الحديث الأقرب المبكر في إفريقيا.

## الوصف
عُثر على بقايا من هذا النوع في موقع الحفريات هوبفيلد في جنوب إفريقيا. كان السرقاط الكبير أكبر من السرقاط الحي، ويبدو أنه متوسط الشكل بينه وبين أنواع النموس الأخرى. بالمقارنة مع السرقاط الحديث، كانت أسنانه العلوية أكبر وكانت عملية ما بعد المدارية أقل تطورًا.